# Медаль «За отвагу на пожаре» (Россия)
Меда́ль «За отва́гу на пожа́ре» — государственная награда Российской Федерации. Учреждена Указом Президента Российской Федерации от 15 сентября 2018 года № 519 «Об учреждении медали „За отвагу на пожаре“ и установлении почётного звания „Заслуженный работник пожарной охраны Российской Федерации“».

## История
Указом Президиума Верховного Совета СССР от 31 октября 1957 года для награждения работников пожарной охраны, членов добровольных пожарных дружин, военнослужащих и других граждан, отличившихся при тушении пожаров, спасении людей, социалистической собственности и имущества граждан от огня была учреждена медаль «За отвагу на пожаре».
25 декабря 1991 года, согласно принятому Верховным Советом республики закону, РСФСР была переименована в Российскую Федерацию. 26 декабря 1991 года СССР прекратил своё существование, Россия выделилась из него как независимое государство. 21 апреля 1992 года Съезд народных депутатов России утвердил переименование, внеся соответствующие поправки в Конституцию РСФСР, которые вступили в силу 16 мая 1992 года с момента опубликования. Указом Президиума Верховного Совета Российской Федерации от 2 марта 1992 года № 2424-1 до принятия закона о государственных наградах в наградной системе России были сохранены некоторые знаки отличия, существовавшие в СССР, в том числе медаль «За отвагу на пожаре».
В новую наградную систему, утверждённую указом Президента Российской Федерации от 2 марта 1994 года № 442 «О государственных наградах Российской Федерации», медаль «За отвагу на пожаре» не вошла, однако аналогичные медали были учреждены МВД России и МЧС России в 2001 году и 2002 году соответственно.
Указом Президента Российской Федерации от 15 сентября 2018 года № 519 «Об учреждении медали „За отвагу на пожаре“ и установлении почётного звания „Заслуженный работник пожарной охраны Российской Федерации“» медаль была возвращена в наградную систему Российской Федерации.

## Положение о медали

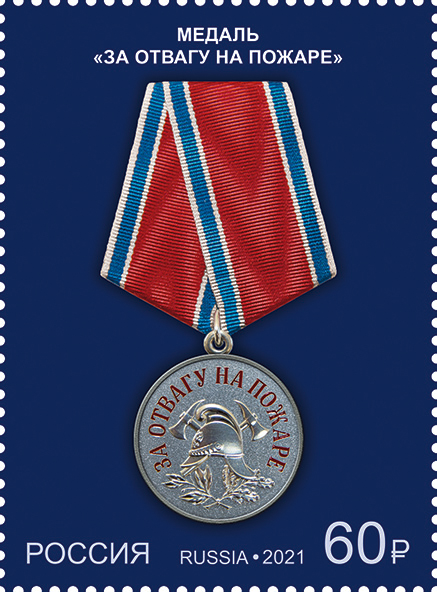
Марка Почты России, 2021 год

Согласно положению о награде, утверждённому Указом Президента Российской Федерации от 15 сентября 2018 года № 519, медалью награждаются сотрудники федеральной противопожарной службы Государственной противопожарной службы, военнослужащие, сотрудники правоохранительных органов и другие граждане Российской Федерации: за мужество, отвагу и самоотверженность, проявленные при тушении пожаров, спасении людей и имущества от огня; за умелое руководство деятельностью подразделений противопожарной службы по тушению пожаров, спасению людей и имущества от огня, организацию и проведение аварийно-спасательных работ; за мужество, отвагу и настойчивость, проявленные при предотвращении взрыва на пожаре или пожара.
Положение предусматривает награждение медалью иностранных граждан, проявивших «мужество и отвагу при тушении пожаров и проведении аварийно-спасательных работ на территории Российской Федерации».
Награждение медалью «За отвагу на пожаре» может быть произведено посмертно.
Медаль носится на левой стороне груди и при наличии других медалей Российской Федерации располагается после медали «За отличие в охране государственной границы». Для особых случаев и возможного повседневного ношения положением предусмотрено ношение миниатюрной копии медали, которая располагается после миниатюрной копии медали «За отличие в охране государственной границы».
При ношении на форменной одежде ленты медали «За отвагу на пожаре» на планке она также располагается после ленты медали «За отличие в охране государственной границы».

## Описание

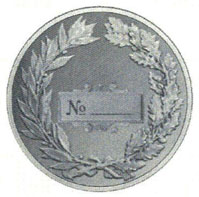
Реверс медали

Медаль «За отвагу на пожаре» изготавливается из серебра. Она имеет форму круга диаметром 32 миллиметра с выпуклым бортиком с обеих сторон.
На аверсе медали, в центре, помещено изображение пожарной каски на фоне перекрещивающихся пожарных топоров. В верхней части, по окружности, — надпись рельефными буквами, покрытыми эмалью красного цвета: «ЗА ОТВАГУ НА ПОЖАРЕ», в нижней части — перекрещивающиеся лавровая и дубовая ветви.
На реверсе медали, по окружности, размещены изображение венка из дубовых и лавровых листьев. В центре — изображение прямоугольника с номером медали.
Медаль при помощи ушка и кольца соединяется с пятиугольной колодкой, обтянутой шелковой, муаровой лентой темно-красного цвета. По краям ленты — полоски василькового цвета, окаймлённые с обеих сторон полосками белого цвета. Ширина ленты — 24 миллиметра, ширина полосок василькового цвета — 3 миллиметра, ширина полосок белого цвета — 1 миллиметр.